# Don Chinche
Don Chinche es una serie de televisión colombiana, creada por Pepe Sánchez y Fernando Gómez Agudelo. Fue producida por RTI Televisión y fue emitida entre el 2 de enero de 1982 y el 7 de mayo de 1989. Protagonizada por Héctor Ulloa con la participación de Hernando Casanova, Chela del Río, Silvio Ángel, Humberto Martínez Salcedo, Paula Peña, Gloria Gómez, Víctor Hugo Morant y Delfina Guido, el programa trata sobre las vivencias de un grupo de personas que habitan en un barrio bogotano emprenden batallas cotidianas contra las carencias, pero a la vez mostrando una solidaridad y cariño que se disfrazaba con pequeñas caricaturas sociales.
Pepe Sánchez empezó a desarrollar Don Chinche bajo pedido de Fernando Gómez Agudelo, que quería un seriado al estilo de Cantinflas.  Sin embargo, Sánchez rechazó el concepto y le sugirió en su lugar utilizar el personaje de Don Chinche, que era una creación propia de Héctor Ulloa y que apareció primero en la comedia Yo y tú, creada por Alicia del Carpio. Allí se llamaba Régulo Engativá y cuando se creó la comedia se pretendió usar ese nombre, pero por problemas de derechos de autor se lo rebautizó como Don Chinche.  La serie iba a llamarse originalmente La manzana de la concordia, haciendo alusión al barrio del mismo nombre.
Las grabaciones se realizaron en una vieja casona propiedad de RTI en el barrio Las Aguas, en la ciudad de Bogotá.  La localización fue demolida y en su lugar se construyó la ciudadela universitaria CityU. El final de la serie original, emitido en 1989, en un especial de una hora, le mostró a los televidentes la tan esperada boda de Don Chinche con la Señorita Elvia. Desde entonces, se han transmitido varios capítulos (sin ningún orden ni continuidad argumental) en diferentes épocas, siendo la más reciente la repetición en Señal Colombia entre 2011 y 2012.
Don Chinche, gozó de la preferencia de la crítica y del público desde su lanzamiento, convirtiéndose en uno de los programas televisivos más vistos en la historia de Colombia.  Era el retrato urbano fiel de una realidad que cualquiera podía ver en las calles pero que los medios habían ignorado, de allí partió su éxito, pero también fue fundamental el planteamiento de las situaciones, el humor, los diálogos y las caracterizaciones. En este aspecto fue clave el aporte del cineasta chileno Dunav Kuzmanich, quien fue argumentista y director de cámaras de la serie.  Don Chinche ha recibido varios reconocimientos y nominaciones, entre los que destacan seis premios India Catalina, donde sobresalen mejor serie humorística (1984), mejor historia y libretos (1986) y mejor programa del siglo XX (2000).
En 2016, luego de conocerse la fusión entre la productora colombiana RTI y la norteamericana Telemundo, la Fundación Patrimonio Fílmico Colombiano intentó ponerse en contacto con RTI a razón de conservar y preservar el archivo audiovisual que poseía el canal y que debido a esta fusión podría verse comprometido.  Sin embargo, el archivo y los derechos no sólo de Don Chinche, sino de cerca de 155 títulos, se encuentran bajo la propiedad de la cadena norteamericana y están almacenados en un depósito en condiciones desconocidas.

## Argumento
El personaje principal es Don Chinche (Francisco Eladio Chemas Mahecha) interpretado por Héctor Ulloa, un mecánico, albañil y cualquier otro oficio que tuviera que hacer para sobrevivir, junto con su compañero Eutimio Pastrana Polanía, interpretado por Hernando Casanova. El principal conflicto alrededor del cual giran las situaciones de la vida cotidiana es la dificultad de conseguir dinero y el desempleo. En el barrio, lo más importante es que todos están buscando trabajo y la forma de conseguir lo que necesitan para vivir, esto se entiende entonces como uno de los problemas recurrentes que se resuelven entre todos, pues a pesar de la escasez y de las dificultades, son amigos, son solidarios y se ayudan.

## Personajes
- Héctor Ulloa como Don Chinche:

Francisco Eladio Chemas Mahecha, es el protagonista de la comedia, todos le dicen “Maestro Chinche”. Don Chinche es de mediana edad, está en los treinta años aproximadamente, se desempeña como maestro de obra: es albañil, pintor, plomero, electricista, mecánico, hace “lo que sea” oficios varios, y es el director de la corporación “Pachinchemas y CIA”, empresa con la que hace los oficios que todos los vecinos le encomiendan. Es bogotano, vive en el taller, que es un parqueadero, adaptado también para vivienda, es enamoradizo, aunque tiene un solo amor, que es la señorita Elvia. Don Chinche siempre tiene problemas de dinero; como todos los vecinos. El taller donde él vive es uno de los lugares de encuentro de los personajes; porque es el único espacio del vecindario donde hay un teléfono, del que todos hacen uso, cuando lo necesitan. El “Maestro Chinche” es la representación de los bogotanos de clase popular, los que se visten con saco, corbata y sombrero; es “elegante”, pero escandaloso: saco de cuadros, corbata de puntos de colores, sombrero de rayas. A pesar de que los colores y las combinaciones no tienen nada que ver con los típicos trajes grises de los bogotanos, simulaba la elegancia, pues un signo de esta es el saco, la corbata y el sombrero, presentes siempre en el vestuario del personaje. Es el “socio” de Eutimio Pastrana y siempre se ve involucrado en situaciones complejas debido a los chismes y los malos entendidos. Siempre está buscando trabajo. 
- Hernando Casanova como Eutimio Patrana Polanía:

Es mecánico, socio y ayudante de Don Chinche en la corporación “Pachinchemas y CIA”, es del Huila, – departamento del sur del país, por lo que se ve es un adulto que está entre los veinte y los treinta años. Tiene una personalidad fuertemente marcada por su vida campesina, costumbres y gustos. Esto se evidencia en que la comida es muy importante, su madre lo alimenta cinco o seis veces al día. En el primer capítulo, “el socio” o el “guambitico” llega a Bogotá buscando encontrarse con su mamá y termina quedándose y ayudándole al maestro Chinche en su taller. Es el hijo de Doña Bertica e hijastro de Don Joaco, el dueño de la tienda. Eutimio representa la nobleza y la amistad, es leal y solidario con sus amigos y está enamorado de Rosalbita, una joven “rubia” de la zona cafetera que llega al barrio y que sueña con irse a Estados Unidos, por lo que, durante los primeros capítulos no se fija en él, hasta que en el capítulo 193, se da cuenta de que también lo quiere y planean juntos su matrimonio, al final de la serie se los ve como una pareja feliz, con una hija. Representa al mecánico en su vestido, pues siempre tiene un overol. 86 Encontrar a Colombia en la televisión de los ochenta: Don Chinche de Pepe Sánchez Es un personaje feliz y entusiasta para el trabajo, pues ve en el trabajo la manera de sobresalir y de ser alguien importante, por eso se queda en Bogotá, a pesar de que siempre tiene el anhelo de su tierra, de cómo hacía todo cuando vivía allá, donde aprendió todo lo que sabe. Sueña con ser el jefe de un taller de mecánica y tener muchos empleados, es su idea de progresar. Su madre le dice: “Mi guambitico” una forma de llamar a los niños en el Huila y el Tolima. Él, a diferencia de Don Chinche, sí sabe de mecánica y es quien siempre termina haciendo los pocos trabajos de mecánica que les llegan al taller.
- Chela del Río como Doña Bertica:

Bertilda Polanía, es la madre de Eutimio. Cocinera y encargada del restaurante de la tienda de su esposo, Don Joaco. Está entre los cuarenta y los cincuenta años aproximadamente. Es su segundo matrimonio, pues quedó viuda cuando a su primer marido lo mataron en el Huila y ella decidió llegar a Bogotá a buscar mejor futuro para ella y su hijo Eutimio. Tal vez por eso es muy sentimental, llora de alegría y de tristeza. Siempre está pensando en su “guambitico”, quiere que se case con Rosalbita, por lo que es la cómplice perfecta de Eutimio, pues le ayuda, siempre que puede a conquistar a Rosalbita y trata de muchas formas de que ella se fije en él. Alimenta a todos los vecinos y su cocina es muy apreciada por la buena sazón, cuando no está de ánimo se nota y todos los que van a comer lo sienten en el sabor de los platos. Es buena y solidaria, siempre convence a Don Joaco de ayudar a los demás, siempre que se pueda. A pesar de que es de lágrima fácil, tiene un carácter fuerte y cuando su marido la hace rabiar es muy temperamental. Tiene un acento marcado de la región del Huila colombiano, la región “opita”. 
- Silvio Ángel como Don Joaco:

Joaquín Mantilla, es el padrastro de Eutimio, está casado con Doña Bertica. Está entre los cuarenta y los cincuenta años, aproximadamente, es el dueño de la tienda del barrio, a la que todos van a almorzar y surtirse de víveres y alimentos. El barrio entero le firma vales a Don Joaco, que muchas veces no le pagan o se demoran meses y hasta años en pagar. Esto lo hace ver como una persona generosa y bondadosa, sin embargo, en los capítulos 139 y 140, se declara cansado de que todos quieran aprovecharse de su generosidad y empieza a cobrarle a los vecinos y a pedirles que le cancelen las deudas. Es de Santander, departamento del nororiente del país, origen que se evidencia en su acento marcado y fuerte, habla con carácter y muchas veces parece estar enojado; sin embargo, es solo su forma de hablar, pues es bueno, generoso y amable con todos. Ayuda cada vez que puede a sus vecinos y alimenta a los más necesitados, como El maestro Chinche, a quien le propone el canje de darle las tres comidas a cambio de que reciba y le dé un espacio para vivir en el taller a Eutimio, situación que se va a mantener a lo largo de la serie, hasta cuando Eutimio se casa con Rosalbita. 
- Humberto Martínez Salcedo como Maestro Taverita:

Campo Elias Tavera, es el zapatero del barrio y de la calle, es el mayor de todos los personajes y es el habitante más antiguo de la zona; por eso se sabe la historia del barrio y los habitantes y es a él a quien todos consultan. Conoció a Don Chinche desde pequeño y ha visto cómo llegan todos a vivir en esa calle. Es El lugar de encuentro, los cruces 97 bogotano y tiene un léxico y una forma de hablar muy sofisticada, si se compara con los demás, es distinta, es erudito, filósofo y poeta, usa palabras fuera de lo común. Vive frente al taller de Don Chinche, y por eso se da cuenta de todo. Por ser el mayor y el que más sabe es a quien todos buscan para pedirle consejos. Ayuda a todos con las zuelas de los zapatos, remonta y arregla todos los “pisos” –forma en la que le dicen a los zapatos– de los vecinos, muchas veces regala su trabajo, pues sabe que muchos no tienen para pagarle. Es solidario y generoso, y se declara artesano del cuero. 
- Paula Peña como La señorita Elvia:

Elvia Bautista es la enamorada de Don Chinche, es una mujer joven campesina, que llega al barrio buscando trabajo, es boyacense; se ríe mucho, lo que nos muestra que es un personaje inocente. Quiere mucho al Chinche y quiere casarse con él. Durante toda la serie, discuten sobre el tema, porque el Chinche evita hablar de eso, se entiende que él no quiere casarse. La señorita Elvia trabaja haciendo tareas domésticas donde personas de clase acomodada a quienes llama: Doctor/a. 
- Gloria Gómez como Rosalbita:

María Rosalba Marín Gallo, es una joven que está entre los veinte y los treinta años, es de Pereira, Risaralda, departamento ubicado en el centrooriente del país, es la zona cafetera. Durante los primeros cien capítulos va a ser el amor platónico de Eutimio, se casan en el capítulo 189. Llega al barrio buscando estar más cerca de su sueño que es ir a los Estados Unidos, por eso, trabaja y estudia inglés, en algún momento de la serie viaja a Miami, pero no le va bien, no consigue el sueño americano y vuelve al barrio, donde la reciben con cariño. Cada vez que Eutimio la ve, suspira. Vive en la casa de Doña Dorisita como inquilina y se convierte en la mejor amiga de la señorita Elvia, es una joven tranquila, trabajadora, noble, inocente y sana. Aparece hacia el final del primer capítulo y, desde ese primer momento, va a cautivar a Eutimio.  
- Victor Hugo Morant como Doctor Pardito:

Andrés Patricio Pardo de Brigard, es el “Doctor” de la comedia, tiene cincuenta años y es abogado. Es la representación del bogotano tradicional, un “cachaco”, que muchas veces se representa en la clase media, es un profesional que siempre tiene problemas de dinero. Es de una familia bogotana acomodada, pero es desempleado y debe entonces reacomodarse a su nueva situación económica. Está enamorado de doña Doris. Es el personaje que mayores conflictos presenta, pues siempre está entre su origen social acomodado, su profesión y su realidad en el barrio. Siempre tiene problemas de dinero y desempleo, igual que todos los que viven ahí, pero trata de que no se note que tiene hambre, que no ha comido o que sus zapatos están rotos. En los primeros capítulos de la serie, el doctor Pardito pierde su casa y su despacho y debe irse a vivir al taller del maestro Chinche, todos en el barrio sienten solidaridad con él, porque entienden que su origen no es el mismo, y a pesar de eso le ayudan y lo consideran un amigo. Esto sucede de forma constante hasta los primeros veinte capítulos, luego consigue un trabajo y se vuelve novio de Dorisita, vuelve a su antigua casa, pero se queda presente todos los días en el barrio con sus amigos, lo que le genera contradicciones con su familia, especialmente la Tía Magola (interpretada por Teresa Gutiérrez) que va a ir al barrio a que Dorisita le haga ajustes a la ropa y le haga arreglos de modistería. El Doctor Pardito representa el desclasamiento, la dura realidad de la aristocracia, la nueva organización social que genera el encontrarse con esas nuevas clases que emergen con el desarrollo y la industrialización. La fuerza laboral que se reacomoda en las ciudades. 
- Delfina Guido como Doña Doris:

Dora Cadena viuda de Rico, es una mujer bogotana que vive en el barrio, en una de las casas más antiguas y grandes de la manzana; es viuda y vive esperando que le paguen la pensión que le dejó el marido. Está entre los cuarenta y los cincuenta años, hace postres y comidas que comparte con los demás vecinos. Aunque El lugar de encuentro, los cruces afirma estar a dieta, siempre acompaña a los vecinos comiendo. Algunas veces lee las cartas, pero no lo hace de forma abierta y solo lo hace con quienes tiene confianza. Doña Doris recibe a Rosalbita en su casa y la quiere como a una hija, cuando ella llega a vivir al barrio. Cuando conoce a Eutimio siente una atracción por él y durante los primeros capítulos le coquetea, pero esta atracción luego se convierte en un cariño de madre, pues aprueba la relación de Eutimio con Rosalbita. Se casa con el Doctor Pardito después de una relación larga y viven en la casa de ella, pero el doctor Pardito siempre está buscando un lugar digno para que vivan, aunque ella no está tan convencida.

## Producción
Aprovechando que el actor que lo representaba (Héctor Ulloa) ya era conocido con el sobrenombre de "El Chinche". Se le dio entonces el nombre de Francisco Eladio Chemas Mahecha Pachín Chemas, que formaba en su unión Chin-Che.
Una de sus grandes diferencias con lo que se hacía normalmente en esa época a nivel técnico es el hecho de que gran parte se grababa en exteriores (usando en una vieja casona del barrio Las Aguas en la Calle 20 entre la Carrera Tercera y el Eje Ambiental, en el centro de Bogotá, muy cerca de la actual Universidad de Los Andes y con una sola cámara (como en el cine), lo que le daba ese toque natural y real que no tenían otras producciones que se basaban exclusivamente en escenografías de estudio, lo que la convirtieron en una de las más costosas de la televisión colombiana.
Pepe Sánchez dejó la dirección del programa en 1987, debido a problemas con RTI y porque trabajó en su propia programadora, Tevecine. Ahí, creó y dirigió Romeo y Buseta. Héctor Ulloa dirigió la comedia de ahí en adelante. Los libretos fueron de Juana Uribe. En la última etapa de la serie, la construcción de los argumentos quedó enteramente en manos de Ulloa y Kuzmanich. Sandro Romero Rey colaboró en la escritura del episodio final.
Don Chinche es una serie que cuenta con gran recordación entre las personas, ya que al ser una serie humorista cuenta con un espacio en los corazones de los colombianos. Además logró ayudó a romper estereotipos en la sociedad, porque muchos de sus personajes eran salido de lo común de la época, un ejemplo de esto era Lucrecia Gómez quien era una abogada con carácter fuerte, lo cual no era normal.La coordinación estuvo a cargo de Henry Ávila.

## Spin offs
El 18 de noviembre de 1990, R.T.I. estrenó una nueva comedia llamada El Doctor Don Chinche. La serie contaba la historia del personaje después de ganarse la lotería. Durante esta producción no se hizo mención alguna a su matrimonio con la señorita Elvia, y Don Chinche vivía, aparentemente, solo en una casa lujosa que compró con los millones que se ganó.  Ante los bajos índices de audiencia, se trajo de vuelta a Hernando Casanova en el papel de Eutimio, pero la serie no tuvo éxito y fue cancelada en 1991. En el capítulo final, Don Chinche quedó nuevamente en la pobreza al ser víctima de unos estafadores que le vendieron 87 millones de toneladas de basura, y él invirtió toda su fortuna en dicha compra.
Entre 1987 y 1992 se emitió Romeo y Buseta, en la que participó William Guillermo, un personaje de la trama original de Don Chinche, interpretado por Luis Eduardo Arango. Con el paso del tiempo, el peso protagónico pasó a la familia Tuta, cuyo patriarca Trino Epaminondas, interpretado por Jorge Velosa, era el propietario de la empresa de transporte en la que trabajaba William Guillermo como conductor de bus.
Posteriormente, en 1993, esta familia tuvo su propia comedia, titulada "Los Tuta", que duró al aire menos de un año. En su reemplazo, 1994, apareció "Las aventuras de Eutimio", protagonizada por Hernando Casanova y producida, al igual que la anterior, por la programadora TeveCine. La serie duró hasta 1995 y no tuvo éxito.

## Elenco

### Personajes principales
| Personaje                                                                                   | Actor                            | Relación - Oficio                                                                           | Origen         |
| ------------------------------------------------------------------------------------------- | -------------------------------- | ------------------------------------------------------------------------------------------- | -------------- |
| "Don Chinche" Francisco Eladio Chemas Mahecha                                               | Héctor Ulloa †                   | Maestro de Obra: (Albañil, pintor, plomero, electricista, etc.)                             | Bogotano.      |
| Eutimio Pastrana Polanía                                                                    | Hernando "El Culebro" Casanova † | Mecánico y socio ayudante de Don Chinche en la corporación "Pachinchemas y Cía"             | Huilense.      |
| "Doña Berthica" Bertilda Polanía                                                            | Chela del Río †                  | Madre de Eutimio. Cocinera y encargada del restaurante de la tienda de su esposo Don Joaco. | Huilense.      |
| "Don Joaco" Joaquín Mantilla Mantilla                                                       | Silvio Ángel                     | Padre adoptivo de Eutimio. Tendero del barrio.                                              | Santandereano. |
| "Maestro Taverita" Campo Elías Tavera                                                       | Humberto Martínez Salcedo †      | Zapatero (Filósofo popular). Vive frente a Don Chinche.                                     | Bogotano.      |
| "La Señorita" Elvia Bautista                                                                | Paula Peña                       | Novia de Don Chinche. Empleada del servicio.                                                | Boyacense.     |
| "Rosalbita" María Rosalba Marín Gallo (en los primeros capítulos se llamaba Rosalba Peláez) | Gloria Gómez                     | Amor eterno de Eutimio y con la cual se casaría.                                            | Risaraldense.  |
| "Dr. Pardito" Andrés Patricio Pardo de Brigard                                              | Víctor Hugo Morant               | Abogado. Eterno enamorado de doña Doris.                                                    | Bogotano.      |
| "Doña Doris" Doris Cadena viuda de Rico                                                     | Delfina Guido †                  | Viuda (luego esposa del Dr. Pardito)                                                        | Bogotana.      |

### Personajes secundarios
| Personaje                           | Actor                                     | Relación | Origen         |
| ----------------------------------- | ----------------------------------------- | --- | -------------- |
| Pastora                             | Pepe Sánchez † (Voz) Director de la Serie | Lora, mascota confidente de don Chinche (Solo le hablaba al Chinche y nunca frente a un extraño) Especie: Amazona Ochrocephala | Amazonense     |
| William Guillermo Arcila            | Luis Eduardo Arango                       | Conductor de Taxi, buseta y todero                                                                                             | Antioqueño     |
| Eraos Pedraza                       | Víctor Mallarino                          | Conductor de Buseta de Servicio Público                                                                                        | Boyacense      |
| Rosita Flórez "La Amistá"           | Cristina Penagos                          | Peluquera, amiga de la Señorita Elvia                                                                                          | Boyacense      |
| Galafardo alias "El Galo"           | Rey Vásquez †                             | Ladrón (aunque nunca coronaba la mayoría de sus fechorías)                                                                     | Sin Confirmar  |
| Efrén Largacha Larotta              | Hugo Gómez                                | Abogado de la Comisaría del Barrio                                                                                             | Bogotano       |
| Dr. Tico Arregocés                  | Franky Linero †                           | Abogado de la Comisaría del Barrio                                                                                             | Costeño        |
| Julián María Acuña                  | Álvaro Lemon                              | Abogado de la Comisaría del Barrio, de María la Baja (Bolívar).                                                                | Costeño        |
| Victoria de Tascón, "Doña Vicky"    | Vicky Hernández                           | Señora Vendedora de joyas, fantasía, superchería, etc.                                                                         | Vallecaucana   |
| "Hermana Cecilia"                   | Helena Mallarino                          | |                |
| "El Chato"                          | Gerardo Calero                            | Esposo de Vicky | Vallecaucano   |
| "Don Floro" Florentino Bautista     | Jorge Velosa                              | Negociante de legumbres y agricultor, conductor de su propio camión y hermanastro de la Señorita Elvia                         | Boyacense      |
| "Andresito" Andrés Pardo Álvarez    | Diego Álvarez †                           | Rockero/punketo/ochentero, hijo del Doctor Pardito                                                                             | Bogotano       |
| La Tía Magola                       | Teresa Gutiérrez †                        | Tía del Doctor Pardito | Bogotana       |
| Francisco "Pacho" Mora              | Carlos Barbosa                            | Médico - Amigo del Doctor Pardito                                                                                              | Bogotano       |
| Policía                             | Ismael Prieto                             | Policía del barrio | Bogotano       |
| Dr. Benigno Joya                    | Alberto Saavedra                          | Tinterillo | Bogotano       |
| Dr. Sixto Moya                      | Mario Sastre †                            | Tinterillo | Bogotano       |
| Doña Belén Rubiano viuda de Díaz    | Blanca Ríos †                             | Anciana que vende empanadas en el barrio                                                                                       | Bogotana       |
| Jorgito Rubiano                     | Rafael González                           | Todero, hijo de Doña Belén | Bogotano       |
| Don Santiago                        | José Soler †                              | Anciano de la ventana, Dueño de la casa donde vive Pardito y Doris                                                             | Bogotano       |
| “Don Chucho”                        | Jaime Botero Gómez †                      | Dueño de la prendería | Antioqueño     |
| Olinto Mantilla                     | Jairo Camargo                             | Sobrino de don Joaquín Mantilla                                                                                                | Santandereano  |
| Segundo Arena                       | Iván Rodríguez                            | Deportista, ciclista del barrio                                                                                                | Bogotano       |
| "El Padre Rugeles"                  | Luis Fernando Orozco †                    | Párroco de Las Aguas | Bogotano       |
| Azucena / Faisoly Orejuela / Susana | Socorro Ortega                            | Asistente del Dr. Fardo (El político)                                                                                          | Caleña         |
| Lucrecia Gómez                      | Consuelo Luzardo                          | Abogada | Bogotana       |
| Secretaria                          | Tita Duarte                               | Secretaria de Doña Lucrecia | Bogotana       |
| Señor Roncancio                     | Carlos de la Fuente †                     | Primer jefe de Rosalbita | Bogotano       |
| Lucas                               | Edgardo Román †                           | Segundo Jefe de Rosalbita y Édgar                                                                                              | Bogotano       |
| "Esgar"                             | Víctor Cifuentes                          | (Édgar) Compañero de trabajo de Rosalbita                                                                                      | Sin Confirmar  |
| Mariela                             | Alejandra Tovar                           | Ahijada del Maestro Taverita                                                                                                   | Sin Confirmar  |
| Prima Hermelinda                    | Lucero Gómez †                            | Prima de Eutimio | Huilense       |
| “El Mandril”                        | Edilberto Gómez †                         | Ladrón que intenta hacer "Paquete Chileno"                                                                                     | Sin Confirmar  |
| Doña Lola                           | Alicia de Rojas †                         | Dueña de la pensión de Fusagasugá                                                                                              | Sin Confirmar  |
| Gringa Turista                      | María Margarita Giraldo                   | Gringa turista acosada por el Doctor Roncancio                                                                                 | Estadounidense |
| Mónica                              | Isabel Cristina Gutiérrez                 | Bogotana abandonada por el novio                                                                                               | Bogotana       |
|                                     | Elsa Aldao †                              | La Señora del Apartamento | Sin Confirmar  |
| Don Narciso Flórez                  | Germán Escallón                           | Citador judicial y hermano de Rosita "La Amistá"                                                                               | Bogotano       |
| Dra. Janeth                         | Astrid Junguito                           | Directora de campaña de Santiago a la Alcaldía Mayor                                                                           | Bogotana       |
| Rigoberto Montes de Oca             | Fausto Cabrera †                          | Escritor y excombatiente anarquista de la guerra civil española                                                                | Español        |
| Dorisdey Valencia                   | Mercedes Liubov Roman                     | Socia de Don Chinche en la serviteca                                                                                           |                |
| Niña vendedora                      | Susy López                                | Niña del barrio que se dedicaba a vender chicles a los vecinos y ocasionalmente les hacía mandados                             | Bogotana       |

## Legado
Don Chinche supuso una revolución tanto en cuestiones de forma como de fondo. Llegó a los hogares de millones de televidentes y marcó un hito insoslayable en la historia de la televisión colombiana, debido a que mostró por primera vez una serie de elementos que antes habían sido pasados por alto. Su principal aporte al mundo de la pantalla chica fue tal vez el tratamiento de conflictos populares y de personajes cuyos oficios eran considerados parte del proletariado de la época. Don Chinche fue una producción que se atrevió a dibujar un fiel retrato de la sociedad de los años 80. Con el éxito de la serie y su prolongación, se fueron sumando personajes de todos los sectores sociales. El secreto de sus altos puntos de índice de audiencia y la gran acogida que tuvo entre los colombianos radicaba, según algunos de los realizadores, en que cualquiera podía identificarse con los personajes que se tomaban la pantalla en los treinta minutos que duraba cada capítulo.
El rodaje de sus capítulos se realizaba en exteriores, lo cual también era poco común en esos días. Tenía un sinnúmero de características que eran más propias del cine que de la televisión, como por ejemplo el largo tiempo que se tomaban para editar los capítulos. Además, Pepe Sánchez hacía uso de un director de fotografía (Carlos Sánchez, su hermano), lo cual era también un rol muy inusual para ese momento en las producciones televisivas. Después de cada rodaje se pensaba cuáles serían los elementos de cada capítulo y Sánchez les permitía a todos aportar con ideas nuevas.
Varios comediantes han citado al seriado como influencia, tal es el caso de Hassam,

## Archivo en los Estados Unidos
Debido a la fusión entre RTI y la norteamericana Telemundo en 2016, el archivo de la serie y cerca de un centenar de producciones fue llevado a una bodega en los Estados Unidos, dado que eran un activo de la compañía colombiana.  Nicolás Casanova, hijo del actor Hernando Casanova, relató mediante su Twitter el destino final del archivo.  Pese a los esfuerzos de funcionarios de RTVC y de la Fundación Patrimonio Fílmico por convencer a los nuevos propietarios de dejar estas cintas en su suelo de origen que tuvieron ocasión frente a los muelles de migración internacional de El Dorado, dichas cintas acabaron expatriadas.

## Transmisión
La comedia Don Chinche comenzó su transmisión los sábados en la tarde, sin embargo, este horario no le favoreció e hizo que el programa tuviera poca audiencia; pero, después de la salida del programa Compre la Orquesta, Don Chinche ocupó un nuevo horario en la televisión colombiana, los domingos a las 7:30 p. m., teniendo como resultado un índice de audiencia bastante alto.  Las cintas originales de "Don Chinche" se mantuvieron por años en bodegas de RTI Televisión, expuestas a inclemencias e hizo que el material se pudriera y en la última retransmisión realizada por Señal Colombia, se optó por hacer recortes de los episodios.